# Santa Sabina-bazilika
A Santa Sabina-bazilika (olaszul Basilica di Santa Sabina) Rómában az Aventinuson helyezkedik el, a domb keleti oldalán. 
A legnagyobb a római ókeresztény bazilikák sorában. I. sz. 422-432 között építették. Főkapuját ciprusból faragták ki, 18 dombormű díszíti. 
A főhajót 12-12 korinthoszi oszlop tartja, melyek eredetileg a Juno Regina ókori szentély építőelemei voltak, s eredeti helyükön állnak. 
A főhajó közepén egy fekete kő látható, melyhez Guzmán Szent Domonkos egy mondája fűződik. A hagyomány szerint a követ a Sátán vágta a szenthez annak erényein felbőszülve. Maga Domonkos a templom kolostorának lakója volt. 
Oldalhajóinak kápolnái közül figyelmet érdemel a Capella del Rosario a 15-16. századból. 
Az egyik oldalhajó alatt 1913-ban antik házfalra bukkantak.